# Luka Romero
Luka Romero Bezzana, zkráceně jen Luka Romero (18. listopad 2004, Victoria de Durango, Mexiko) je argentinský fotbalista, který hraje na pozici útočníka za mexický klub Cruz Azul.

## Klubová kariéra
Narodil se v Mexiku, když jeho otec Diego Romero tam hrál fotbal. V roce 2011 se odstěhovali do Španělska. Jeho dvojče Tobias reprezentuje mládežnické sekce Mexiko. V roce 2015 získal Španělský pas a začal hrát za Mallorcu. První utkání za dospělé odehrál 25. června 2020 na poslední minuty zápasu při prohře 0:2 proti Realu Madrid a stal se tak nejmladším hráčem, který hrál v lize ve věku 15 let a 219 dnů.
V následující sezoně sice s klubem sestoupil, ale vstřelil za ní první branku a to 29. listopadu 2020 4:0 proti Logroñés (4:0) ve věku 16 let a 11 dní a stal se nejlepším střelcem mladých muž v historii klubu.
V létě 2021 přestoupil do italského Lazia. Dne 28. srpna odehrál první utkání proti Spezie (6:1). I když odehrál posledních 10 minut utkání, stal se v 16letech, 9měsíců a 10dnech, nejmladším hráčem v historii klubu. Sezonu uzavřel celkem s 9 starty. V následující sezoně vstřelil svou první branku lize a stal se tak prvním hráčem z ročníku 2004 co vstřelil branku. Nakonec v sezoně odehrál i 5 zápasů v evropských soutěží a celkem jich odehrál 12 utkání.
V létě 2023 podepsal smlouvu s Milánem jako volný hráč.

## Statistiky
| Sezóna             | Klub               | Liga               | Liga   | Liga | Domácí poháry | Domácí poháry | Domácí poháry | Kontinentální poháry | Kontinentální poháry | Kontinentální poháry | Celkem | Celkem |
| Sezóna             | Klub               | Soutěž             | Zápasy | Góly | Soutěž        | Zápasy        | Góly          | Soutěž               | Zápasy               | Góly                 | Zápasy | Góly   |
| ------------------ | ------------------ | ------------------ | ------ | ---- | ------------- | ------------- | ------------- | -------------------- | -------------------- | -------------------- | ------ | ------ |
| 2019/20            | Mallorca           | Primera División   | 1      | 0    | ŠP            | 0             | 0             | -                    | 0                    | 0                    | 1      | 0      |
| 2020/21            | Mallorca           | Segunda División   | 6      | 1    | ŠP            | 2             | 0             | -                    | 0                    | 0                    | 8      | 1      |
| Celkem za Mallorcu | Celkem za Mallorcu | Celkem za Mallorcu | 7      | 1    | -             | 2             | 0             | -                    | 0                    | 0                    | 9      | 1      |
| 2021/22            | Lazio              | Serie A            | 8      | 0    | IP            | 1             | 0             | EL                   | 0                    | 0                    | 9      | 0      |
| 2022/23            | Lazio              | Serie A            | 6      | 1    | IP            | 1             | 0             | EL+EKL               | 3+2                  | 0                    | 12     | 1      |
| Celkem za Lazio    | Celkem za Lazio    | Celkem za Lazio    | 14     | 1    | -             | 2             | 0             | -                    | 5                    | 0                    | 21     | 1      |
| 2023/24            | Milán              | Serie A            | 4      | 0    | IP            | 1             | 0             | LM                   | 0                    | 0                    | 5      | 0      |
| 2024               | Almería            | Primera Division   | 13     | 3    | -             | 0             | 0             | -                    | 0                    | 0                    | 13     | 3      |
| 2024/25            | Alavés             | Primera Division   | 5      | 0    | ŠP            | 1             | 0             | -                    | 0                    | 0                    | 6      | 0      |
| 2025               | Cruz Azul          | Liga MX            | ?      | ?    | -             | 0             | 0             | -                    | 0                    | 0                    | ?      | ?      |
| Celkově            | Celkově            | Celkově            | 43     | 5    | -             | 6             | 0             | -                    | 5                    | 0                    | 54     | 5      |

## Úspěchy

### Reprezentační
- 1× účast na MS U20 (2023)